# Sabatia gentianoides
Sabatia gentianoides är en gentianaväxtart som beskrevs av Ell.. Sabatia gentianoides ingår i släktet Sabatia och familjen gentianaväxter. Inga underarter finns listade i Catalogue of Life.